# Gangoh
Gangoh là một thành phố và là nơi đặt ban đô thị (municipal board) của quận Saharanpur thuộc bang Uttar Pradesh, Ấn Độ.

## Địa lý
Gangoh có vị trí 29°46′B 77°15′Đ / 29,77°B 77,25°Đ Nó có độ cao trung bình là 252 mét (826 feet).

## Nhân khẩu
Theo điều tra dân số năm 2001 của Ấn Độ, Gangoh có dân số 53.947 người. Phái nam chiếm 55% tổng số dân và phái nữ chiếm 45%. Gangoh có tỷ lệ 40% biết đọc biết viết, thấp hơn tỷ lệ trung bình toàn quốc là 59,5%: tỷ lệ cho phái nam là 47%, và tỷ lệ cho phái nữ là 32%. Tại Gangoh, 16% dân số nhỏ hơn 6 tuổi.